# Antonio Piccolomini
Antonio Piccolomini, OSB (Modanella ??? - Siena, 8 november 1459) was een rooms-katholiek priester die benoemd werd tot bisschop van Siena op 18 september 1458 en aangesteld tot aartsbisschop van Siena op 23 april 1459.

## Biografie
Antonio Piccolomini was de zoon van Andrea Piccolomini, van de heren van Modanella, en stamde af van dezelfde tak van de Piccolomini-familie als paus Pius II.
Hij werd tot priester gewijd in de Orde van Sint-Benedictus en benoemd tot abt van het camaldulensenklooster van San Vigilio in Siena, dat onder de bescherming stond van de familie Piccolomini. Hij werd opgevolgd door Francesco Todeschini-Piccolomini (paus Pius III), die in 1458 tot commanditair abt werd benoemd.
Op 18 september 1458 werd Antonio door de nieuw verkozen paus Pius II, die net het bisdom Siena had verlaten, tot bisschop van Siena benoemd. Pius II verleende hem het voorrecht te worden gewijd door een bisschop van zijn keuze. Als bisschop-elect installeerde hij zich hij op 28 september 1458 in zijn nieuwe bisdom en op 16 april 1459 werd hij tot bisschop gewijd, maar er zijn geen verdere gegevens over zijn wijding of de consecrator die ze uitvoerde bekend.
Op 18 april 1459 werd op aandringen en met de hulp van Pius II, een nieuwe regelgeving voor het bisdom uitgevaardigd, bestaande uit zesenvijftig artikelen. Pius II stelde daarbij de diensten van Agapito Cincio de 'Rusticii, een referendaris en auditor causarum bij de pauselijke rechtbank, ter beschikking.
Op 23 april 1459 verhief paus Pius II het bisdom Siena, tot metropolitaan aartsbisdom.
Antonio Piccolomini was in totaal zeventien maanden, tot aan zijn dood op 8 november 1459, aartsbisschop van Siena. Hij was om gezondheidsredenen naar de baden van San Filippo aan de Monte Amiata  gegaan en stierf in het kasteel van Crevole, eigendom van de bisschoppen van Siena. Hij werd op 6 februari 1460 opgevolgd door Francesco Todeschini-Piccolomini, de latere paus Pius III.
- Gemeinsame Normdatei: 139285342
- Virtual International Authority File: 100571034